# Independent’s Day
Independent’s Day — третий альбом американского рэпера Royce da 5'9, выпущенный на лейбле Trouble Records 28 июня 2005 года. Альбом оказался провальным, но получил положительные оценки от некоторых критиков.

## Отзывы
Очень простой, ненапрягающий, незатейливый и потому доходчивый альбомчик с разбросанными то там, то сям удачными моментиками. Не без своеобразного шарма. Жаль, что некоторые треки грешат всепобеждающей однообразностью.— Сергей Ковалёв, Rap.ru

## Список композиций
1. «Intro» — 0:29
2. «I Owe You» — 4:24
3. «Ride» (feat. Juan, Big Herk & Ingrid Smalls) — 4:14
4. «Wet My Whistle» (feat. Sara Stokes) — 3:36
5. «Politics» (feat. Cee Lo Green) — 4:37
6. «Looking At My Dog» (feat. Yo Gotti & Ingrid Smalls) — 4:32
7. «Right Back» (feat. Juan & Kid Vishis) — 3:40
8. «Skit» — 0:37
9. «Blow Dat…» — 3:50
10. «Chips On Pistons» (feat. Blade Icewood, Ingrid Smalls & Jay Black) — 4:25
11. «Skit» — 0:36
12. «Fuck My Brains Out» (feat. June & Ingrid Smalls) — 3:31
13. «Independent’s Day» — 3:47
14. «Meeting Of The Bosses» — 4:01
15. «Skit» — 0:32
16. «Paranoia» (feat. LA The Darkman) — 3:54
17. «Lay It Down» (feat. Juan, K-Doe & Fizz) — 4:18
18. «Yeah» (feat. Ingrid Smalls) — 3:48